# Come Fly with Me (filme)
Come Fly with Me (bra Vem Voar Comigo) é um filme estadunidense de 1963, do gênero comédia romântica, dirigido por Henry Levin, com roteiro de William Roberts baseado no livro Girl on a Wind, de Bernard Glemser.

## Sinopse
Três comissárias de bordo aproveitam seus voos a trabalho para encontrar noivos ricos e bonitos.

## Elenco
- Dolores Hart ....... Donna Stuart
- Hugh O'Brian ....... piloto Ray Winsley
- Karlheinz Böhm ....... barão Franz von Elzingen
- Pamela Tiffin....... Carol Brewster
- Lois Nettleton ....... Hilda 'Bergie' Bergstrom
- Dawn Addams ....... Katie Rinard
- Karl Malden ....... Walter Lucas
- Richard Wattis ....... Oliver Garson
- Andrew Cruickshank ....... Cardwell
- James Dobson ....... engº Teddy Shepard
- Lois Maxwell ....... Gwen Sandley
- John Crawford ....... copiloto
- Robert Easton ....... navegador
- Guido Wieland
- Maurice Marsac ....... sr. Rinard